# 亨利·格雷瓜尔
亨利·让-巴蒂斯特·格雷瓜尔（法語：Henri Jean-Baptiste Grégoire，法語發音：[ɑ̃ʁi ʒɑ̃ batist ɡʁeɡwaʁ]，1750年12月4日—1831年5月28日），常称格雷瓜尔神父（法語：Abbé Grégoire），是法国天主教神父，布卢瓦立宪主教，法国大革命领袖。他是废奴主义者与普选权支持者，也是法国国家经度局、法兰西学会和法国国立工艺学院的创始成员。